# Zürcher Schlittschuh Club Lions 2009-2010
La rosa dei ZSC Lions che ha vinto la Victoria Cup 2009 conto la squadra della americana dei Chicago Blackhawks.

## Portieri
| #  | Nome          | Nazionalità | Data di nascita |
| -- | ------------- | ----------- | --------------- |
| 30 | Lukas Flüeler | Svizzera    | 22 ottobre 1988 |
| 31 | Ari Sulander  | Finlandia   | 6 gennaio 1969  |
| 35 | Flavio Streit | Svizzera    | 30 maggio 1978  |

## Difensori
| #  | Nome                  | Nazionalità | Data di nascita  |
| -- | --------------------- | ----------- | ---------------- |
| 4  | Patrick Geering       | Svizzera    | 12 febbraio 1990 |
| 5  | Severin Blindenbacher | Svizzera    | 15 marzo 1983    |
| 11 | Andri Stoffel         | Svizzera    | 24 ottobre 1984  |
| 15 | Mathias Seger - C     | Svizzera    | 17 dicembre 1977 |
| 18 | Daniel Schnyder       | Svizzera    | 21 giugno 1985   |
| 25 | Radoslav Suchý        | Slovacchia  | 7 aprile 1976    |
| 34 | Claudio Cadonau       | Svizzera    | 4 luglio 1988    |

## Attaccanti
| #  | Nome            | Nazionalità      | Data di nascita  |
| -- | --------------- | ---------------- | ---------------- |
| 7  | Thibaut Monnet  | Svizzera         | 2 febbraio 1982  |
| 8  | Martin Wichser  | Svizzera         | 17 marzo 1984    |
| 9  | Domenico Pittis | Canada           | 1º ottobre 1974  |
| 10 | Cyrill Bühler   | Svizzera         | 4 novembre 1983  |
| 13 | Peter Sejna     | Slovacchia       | 5 ottobre 1979   |
| 17 | Lukas Grauwiler | Svizzera         | 13 aprile 1984   |
| 19 | Jean Guy Trudel | Canada           | 18 ottobre 1975  |
| 39 | Mark Bastl      | Svizzera         | 30 novembre 1980 |
| 43 | Jan Alston      | Svizzera, Canada | 14 aprile 1969   |
| 47 | Kim Lindemann   | Svizzera         | 9 novembre 1982  |
| 51 | Ryan Gardner    | Svizzera, Canada | 18 aprile 1978   |
| 52 | Kevin Gloor     | Svizzera         | 26 aprile 1983   |
| 61 | Aleksei Krutov  | Svizzera, Russia | 1º febbraio 1984 |
| 68 | Aurelio Lemm    | Svizzera         | 16 maggio 1988   |
| 71 | Blaine Down     | Canada           | 16 luglio 1982   |
| 79 | Oliver Kamber   | Svizzera         | 7. maggio 1979   |
| 97 | Adrian Wichser  | Svizzera         | 18 marzo 1980    |

## Staff tecnico
| Nome          | Nazionalità | Data di nascita |
| ------------- | ----------- | --------------- |
| Sean Simpson  | Canada      | 19 gennaio 1959 |
| Muller Collin | Canada      | 1º maggio 1960  |